# 혼합 이동성
Blended mobility는 신체적인 학문적 이동, 가상 이동 및 혼합 학습을 결합한 교육 개념이다. 이는 고등 교육 학생들의 취업 능력을 촉진하는 것을 목표로 한다. 2009년 이후 가상 이동 개념에서 발전하여 학문적 이동의 국제적 가치를 유지하면서도 실질적인 대답을 제공하여 가족, 재정, 심리 및 사회적 장벽이 신체적 이동을 방해하는 경우에 대응한다.
블렌디드 이동성은 주로 정보 및 통신 기술(예: Skype, Adobe Connect, Slack, Google Hangout, Trello)을 활용하여 교사 및 학생들과 연결을 유지함으로써 가까운 위치에 있을 수 있는 사람들과 관련된다. 실제 이동성 부분은 일반적으로 대략 2일부터 14일까지의 짧은 기간으로 이루어진다. 여러 번의 짧은 이동 기간이 존재할 수 있다. 짧은 기간의 실제 이동성은 참가자들이 프로젝트에 몇 일 동안 집중할 수 있도록 해주고, 이는 일상 생활에서는 어려운 일이다.
블렌디드 이동성 형식은 2009년 초에 처음 도입되었다. 이 프로젝트는 혁신적인 교육 방식을 통해 학생들의 팀워크와 커뮤니케이션 등 소프트 스킬을 국제적인 맥락에서 발전시키기 위해 추진되었다. 이를 위해 비용이 많이 들거나 광범위한 교육과정의 변경이 필요하지 않고도 이러한 기술을 향상시키는 것을 목표로 하였다.
혼합형 이동성 패러다임은 다양한 형태로 실행될 수 있다.
유럽연합 집행위원회는 혼합형 이동성을 장기 신체 이동을 위한 준비 또는 정규 학습 프로그램을 보완하는 것으로 간주하고 인정한다.
유럽 위원회 (European Commission)의 디지털 교육 실행 계획(2018년 1월)에서는 다양한 국가에서 온라인 및 대면 학습과 학생 교류를 모두 지원하기 위해 Erasmus+ 의 새로운 기회와 함께 혼합 이동성이 더욱 촉진될 것이라고 명시되어 있다.

## 혼합 모빌리티 추진
- 모바일 프로젝트 되기[1][14]
- Europe Now : 유럽 모바일 학생 및 다양한 유럽 교환 프로그램 졸업생을 위한 웹 플랫폼[14]
- EUVIP : 기업-대학 가상 배치[1][14]
- Mobi-Blog : 모바일 학생을 위한 유럽 웹로그 플랫폼[14]
- Move-IT : 모바일 학생을 위한 가상 지원 촉진 세미나[1][14]
- PROVIP : 배치에서 가상 이동성 촉진[14]
- VICTORIOUS : 신뢰할 수 있는 상호 운용 대학 시스템을 통한 가상 커리큘럼[14]
- VM-BASE : 교환학생 전후 가상 모빌리티[1][14]
- MUTW : 다국적 학부 팀워크[8][15]
- AdriArt : 미술 교육의 디지털 및 지역 상호 작용 발전[10]
- B-AIM : 혼합 학술 국제 이동성[9]

## 장점
- 사회적 기술의 발달
- 소프트 스킬을 습득
- 조직 능력 개발
- 온라인 커뮤니케이션 도구 사용법 습득
- 일상적인 가정 활동을 방해하지 않음.
- 국제 및 학제 간 학생 팀의 일원으로 일할 수 있는 기회를 얻을 수 있음.
- 회사에서 할당한 프로젝트 또는 개념 증명 작업을 수행할 수 있는 기회를 제공하여 실제 세계의 혁신적인 프로젝트로 이어짐.
- 문화적 차이와 유사성을 경험 가능
- 모국어 이외의 언어 연습 가능
- 교육 기관의 커리큘럼에 보다 쉽게 통합될 수 있음.
- 특별한 도움이 필요한 참가자에게 기회를 제공 가능(예: 온라인 지원 소프트웨어, 의료, . . . )

## 단점
- 특히 모국어가 아닌 경우 가상 방식으로 의사 소통하기가 더 어려움.
- 장기 이동성의 대안이지만 동등하지는 않음.
- 의사 소통 문제가 더 일찍 더 빠르게 발생할 수 있음.
- 규율이 필요함.
- 어느 정도의 독립성이 필요함.

## 같이 보기 좋은 내용
- 학업 이동성
- 가상 이동성
- 혼합 학습

## 같이 보기
- 혼합형 학습